# Сивогръб ястреб
Сивогръбият ястреб (Pseudastur occidentalis) е вид хищна птица от семейство Ястребови (Accipitridae). Видът е застрашен от изчезване.

## Разпространение и местообитание
Видът е разпространен в Еквадор и северните части на Перу. Естествените му местообитания са субтропични или тропически сухи гори и субтропични или тропически влажни равнинни гори.